# Blues for Salvador
Blues for Salvador – album Carlosa Santany wydany w 1987. Płyta zdobyła Nagrodę Grammy Award Best Rock Instrumental Performance.

## Lista utworów
1. "Ballando/Aquatic Park" (Santana, Thompson, Vialto) – 5:46
2. "Bella" (Crew, Santana, Thompson) – 4:31
3. "I'm Gone" (Crew, Santana, Thompson) – 3:08
4. "'Trane" (Santana) – 3:11
5. "Deeper, Dig Deeper" (Crew, Miles, Santana, Thompson) – 6:09
6. "Mingus" (Crew, Santana, Thompson) – 1:26
7. "Now That You Know" (Santana) – 10:29
8. "Hannibal" (Ligertwood, Pasqua, Rekow) – 4:28
9. "Blues for Salvador" (Santana, Thompson) – 5:57

Twórcy
- Carlos Santana — gitara
- Orestes Vilato — flet, perkusja, timbales, Dalszy wokal
- Chris Solberg — gitara, keyboard, wokal
- Alphonso Johnson — bas
- Graham Lear — perkusja, Instrumenty perkusyjne
- Tony Williams — Instrumenty perkusyjne
- Alex Ligertwood — perkusja, wokal
- Buddy Miles — Dalszy wokal
- Armando Peraza — perkusja, bongosy,Wokal
- Raul Rekow— perkusja, konga, wokal, Dalszy wokal
- Greg Walker — wokal